# プルトニルイオン
プルトニルイオンは化学式 [PuO2]2+.で表されるプルトニウムのオキシカチオンで、プルトニウムの酸化数は +6 である。 ウラニルイオンと同様の構造で、Pu-O 結合はウラニルイオンの U-O 結合よりやや短い。プルトニルイオンは容易に還元されて Pu3+になる。プルトニルイオンは錯体を形成しやすく、特に酸素ドナー配位子と結合しやすい。プルトニルイオン錯体は核燃料の再処理において重要な存在である。

## 性質
プルトニルイオンの化学的な振る舞いはウラニルイオンと非常によく似ている。どちらも直線形の対称な構造で、金属原子が2つの酸素原子の中間にある。また、化合物の多くが同形である。ν (Pu-O) 伸縮振動はウラニルイオンと同じく非対称であるが、プルトニルイオンでは波数が約 910 cm−1であり、ウラニルイオンに対して 20 cm−1 ほど低くなる。このことから、Pu-O 結合は U-O 結合よりわずかに弱いことが分かる。電子構造はよく似ている。
一方、水溶液中の加水分解時の挙動が異なっており、log β*の値だけでなく生成される多量体の性質も違っている。下表において量論比 1, 2 はアクチニルイオン 1に対し水酸化物イオン 2であることを示す。これはプルトニルイオンとウラニルイオンの差において特筆すべきものの一つである。
| 量論比 | ウラニル | プルトニル |
| ------ | -------- | ---------- |
| 1, 1   | -5.45    | −5.76      |
| 1, 2   | -5.8     | −11.69     |
| 2, 2   |          | −7.79      |
| 2, 4   |          | −19.3      |
| 3, 4   | -12      |            |
| 3, 5   | -16      |            |

プルトニルイオンを分光分析にかけると 842 nm と 845 nm に吸収線が見られるが、これは加水分解産物に対応する。プルトニルイオンの加水分解は、自然界における水の汚染を理解するのに重要である。
プルトニルイオンはウラニルイオンよりも強力な酸化剤である。水溶液中の標準電極電位は下表の通りである。
| 対        | ウラニル | プルトニル |
| --------- | -------- | ---------- |
| MO22+/M4+ | 0.38     | 1.04       |
| M4+/M3+   | -0.52    | 1.01       |

逆に言うと、プルトニルイオンはウラニルイオンよりも還元されやすい。この差はPUREX法においてプルトニウムをウランから分離するのに用いられている。
ウラニルイオンは常に他の配位子と結合している。最もよく見られるのは、O-Pu-O 結合と直交する平面に存在する配位子、いわゆるエカトリアル配位子がプルトニウム原子を通して結合する配置である。配位子4つでは [PuO2Cl4]2− のように歪んだ八面体形構造をとっており、配位子はエカトリアル面上で正方形をなしている。硝酸プルトニル(VI) PuO2(NO3)22H2O では 硝酸ウラニル(VI) と同様に6つの配位子がエカトリアル面で六角形をなしており、4つの酸素原子は二座ニトラト配位子と水分子に由来する。
硝酸プルトニルは硝酸ウラニルと同様にジエチルエーテルに溶ける。このとき生成された錯体は電荷を持っていない。電気的中性であることは錯体が有機溶媒に溶けるための重要な要件である。ここではエーテル分子が水分子を置換しているが、水分子が疎水性の配位子に置換されていくことで有機溶媒への溶解度が相乗的に高まっていく。
PUREX法では硝酸プルトニルの有機溶媒への溶解性を利用している。まず硝酸プルトニルをリン酸トリブチル（TBP）と配位させてケロシンに溶解させる。続いてプルトニウムを選択的に還元するスルファミン酸第一鉄水溶液を加えてプルトニウムを+3価に還元すると、プルトニウムは水相に移行し、ウランは有機相に残る。プルトニル錯体化学は、環境汚染への対処のため研究が活発に行われている分野である。